# Zespół samych komórek Sertolego
Zespół samych komórek Sertolego, zespół del Castillo (ang. Sertoli cell-only syndrome, Del Castillo syndrome, germ cell aplasia) – rzadki zespół objawiający się niepłodnością męską. Stwierdzany na podstawie badania histopatologicznego wycinka pobranego podczas biopsji jąder.
Przyczyną jest aplazja komórek kanalików nasiennych w jądrach; zachowane są za to komórki Sertolego. Podłoże aplazji może być wieloczynnikowe.
Zespół opisali Del Castillo i wsp. w 1947 roku.